# Painkiller (groupe)
Pour les articles homonymes, voir Painkiller.
Painkiller, aussi connu sous le nom de Pain Killer, est un groupe de musique expérimentale américain, originaire de New York. Il mélange free jazz, grindcore, musique improvisée et même dub. Il est formé en 1991 par John Zorn, Mick Harris et Bill Laswell. Le groupe se sépare en 1995.

## Biographie
Les trois membres principaux de Painkiller sont John Zorn au saxophone, Bill Laswell à la basse et Mick Harris (ex-Napalm Death et membre fondateur de Scorn) à la batterie. Le groupe fera participer d'autres musiciens et groupes de renom comme Yamatsuka Eye, Buckethead, Mike Patton, Makigami Koichi, Justin Broadrick et G. C. Green de Godflesh, et Keiji Haino de Fushitsusha.
Le groupe enregistre son premier EP en avril 1991, Guts of a Virgin, publié la même année au label Earache Records. Leur deuxième EP, Buried Secrets, est enregistré en août et octobre 1991, et publié en 1992. Leur premier album studio, Rituals: Live in Japan, est enregistré en septembre 1991 et paru en 1993. Leur deuxième album studio, Execution Ground, est enregistré en juin 1994, et publié la même année chez Subharmonic.
Harris quitte le groupe en 1995 pour se consacrer à la musique créé par ordinateur. Après son départ, beaucoup pensent que Painkiller est enterré. Cependant, Zorn et Laswell se réunissent pour quelques dates de concert avec Yoshida Tatsuya de Ruins à la batterie. En 1997 sort l'album live Live in Osaka, qui comprend leur performance enregistrée au Japon le 24 novembre 1994. La même année sort Collected Works, un coffret regroupant les albums Guts of a Virgin, Buried Secrets, Execution Ground et Live in Osaka.
En 2002 sort Talisman: Live in Nagoya, qui comprend une autre performance du groupe enregistrée au Japon le 24 novembre 1994. En 2005 sort l'album 50th Birthday Celebration Volume Twelve, enregistré le 6 septembre 2003, un disque de trois pistes et 43 minutes 18 secondes, avec la participation de Mike Patton, chanteur dès 1988 du groupe Faith No More et membre du groupe. En 2008, Painkiller joue un concert en France avec la formation originale qui comprend Zorn, Laswell et Harris, accompagnée de Fred Frith et Mike Patton.

## Discographie
- 1991 : Guts of a Virgin (EP)
- 1992 : Buried Secrets (EP)
- 1993 : Rituals: Live in Japan
- 1994 : Execution Ground
- 1997 : Live in Osaka (album live)
- 1997 : Collected Works (coffret, compilation)
- 2002 : Talisman: Live in Nagoya (album live)
- 2005 : 50th Birthday Celebration Volume Twelve (album live)
- 2013 : The Prophecy: Live in Europe (album live)
- 2024 : Samsara